# Ryskt kungsljus
Ryskt kungsljus (Verbascum ovalifolium) är en flenörtsväxtart. Ryskt kungsljus ingår i släktet kungsljus, och familjen flenörtsväxter.

## Underarter
Arten delas in i följande underarter:
- V. o. ovalifolium
- V. o. thracicum